# Insomniac (album)
Insomniac este cel de-al optulea album și cel de-al patrulea în limba engleză al lui Enrique Iglesias. Albumul conține producții create de John Shanks, Kristian Lundin, Sean Garrett, Anders Bagge, Mark Taylor, Stargate și Maratone. De asemenea, conține și prima sa colaborare cu un rapper (Lil' Wayne).

## Piesele albumului
1. „Ring My Bells”
2. „Push” (feat. Lil' Wayne)
3. „Do You Know?” (The Ping Pong Song)
4. „Somebody's Me”
5. „On Top Of You”
6. „Tired of Being Sorry”
7. „Miss You”
8. „Wish I Was Your Lover”
9. „Little Girl”
10. „Stay Here Tonight”
11. „Sweet Isabel”
12. „Don't You Forget About Me”
13. „Dímelo” (Varianta în spaniolă a cântecului „Do You Know?”)
14. „Alguien Soy Yo” (Varianta în spaniolă a cântecului „Somebody's Me”)
15. „Amigo Vulnerable” (Varianta în spaniolă a cântecului „Tired Of Being Sorry”)

Format:Enrique Iglesias